# Імператріс (мікрорегіон)
Імператріс (порт. Microrregião de Imperatriz) — мікрорегіон в Бразилії, входить в штат Мараньян. Складова частина мезорегіону Захід штату Мараньян. Населення становить 550 108 чоловік на 2006 рік. Займає площу 29 483,768 км². Густота населення — 18,7 чол./км².

## Склад мікрорегіону
До складу мікрорегіону включені наступні муніципалітети:
1. Амаранті-ду-Мараньян
2. Асайландія
3. Бурітірана
4. Сіделандія
5. Давінополіс
6. Говернадор-Едізон-Лобан
7. Імператріс
8. Ітінга-ду-Мараньян
9. Жуан-Лісбоа
10. Лажеаду-Нову
11. Монтіс-Алтус
12. Рібамар-Фікені
13. Сенадор-Ла-Роккі
14. Сан-Франсіску-ду-Брежан
15. Сан-Педру-да-Агуа-Бранка
16. Віла-Нова-дус-Мартіріус

| Бразилія | Це незавершена стаття з географії Бразилії. Ви можете допомогти проєкту, виправивши або дописавши її. |